# Short track na Zimowych Igrzyskach Azjatyckich 2007
Short track na Zimowych Igrzyskach Azjatyckich 2007 rozegrany został w chińskim mieście Changchun. Zarówno kobiety, jak i mężczyźni, rywalizowali w czterech konkurencjach.
Short track w programie tych zawodów pojawił się szósty raz.

## Klasyfikacja medalowa
| Klasyfikacja medalowa | Klasyfikacja medalowa | Klasyfikacja medalowa | Klasyfikacja medalowa | Klasyfikacja medalowa | Klasyfikacja medalowa |
| Miejsce               | Reprezentacja         | Złoto                 | Srebro                | Brąz                  | Razem                 |
| --------------------- | --------------------- | --------------------- | --------------------- | --------------------- | --------------------- |
| 1                     | Korea Południowa      | 4                     | 5                     | 2                     | 11                    |
| 2                     | Chiny                 | 4                     | 3                     | 5                     | 12                    |
| 3                     | Japonia               | 0                     | 0                     | 2                     | 2                     |
| Razem                 | Razem                 | 8                     | 8                     | 9                     | 25                    |

## Medaliści
| Konkurencja          | 1. miejsce       | 2. miejsce       | 3. miejsce            |
| -------------------- | ---------------- | ---------------- | --------------------- |
| Mężczyźni            |                  |                  |                       |
| 500 metrów           | Hu Ze            | Song Kyung-taek  | Li Ye                 |
| 1000 metrów          | Ahn Hyun-soo     | Kim Hyun-kon     | Sui Baoku             |
| 1500 metrów          | Sui Baoku        | Ahn Hyun-soo     | Li Ye                 |
| Sztafeta 5000 metrów | Korea Południowa | Chiny            | Japonia               |
| Kobiety              |                  |                  |                       |
| 500 metrów           | Wang Meng        | Fu Tianyu        | Zhu Mile Byun Chun-sa |
| 1000 metrów          | Jin Sun-yu       | Wang Meng        | Jung Eun-ju           |
| 1500 metrów          | Jung Eun-ju      | Jin Sun-yu       | Wang Meng             |
| Sztafeta 3000 metrów | Chiny            | Korea Południowa | Japonia               |